# Museum of Modern Art
Il Museum of Modern Art ("Museo d'arte moderna", conosciuto anche con l'acronimo MoMA) è un museo d'arte moderna di New York. Si trova nel quartiere di Midtown Manhattan, sulla 53ª strada, tra la Quinta e la Sesta Strada. Ha avuto una straordinaria importanza per lo sviluppo dell'arte moderna ed è stato spesso considerato il principale museo moderno del mondo.
La collezione del museo propone un'incomparabile visione d'insieme dell'arte moderna e contemporanea mondiale, poiché ospita progetti d'architettura e oggetti di design, disegni, dipinti, sculture, fotografie, serigrafie, illustrazioni, film e opere multimediali.
La biblioteca e gli archivi del MoMA raccolgono oltre 300 000 libri e periodici, oltre alle schede personali di più di 70 000 artisti.

## Storia
L'idea originale di un museo di arte moderna fu sviluppata nel 1928 principalmente da Abby Aldrich Rockefeller (moglie di John Davison Rockefeller Jr.) e da due delle sue amiche, Lillie P. Bliss e Mary Quinn Sullivan. Il loro gruppo divenne noto con vari soprannomi, tra cui "the Ladies" (Le Signore), "the daring ladies" (Le ardite Signore), e "the adamantine ladies" (Le Signore adamantine). Come sede del museo da loro ideato affittarono un edificio piuttosto modesto e lo aprirono al pubblico il 7 novembre 1929, 9 giorni dopo il Martedì nero. Abby invitò A. Conger Goodyear, in precedenza presidente del consiglio di amministrazione della Albright Art Gallery di Buffalo, a diventare presidente del nuovo museo. La Rockefeller stessa assunse l'incarico di tesoriere. Si trattò di uno dei primi musei statunitensi ad essere dedicato interamente all'arte moderna e d'avanguardia (si veda anche la Gallery of Living Art di Gallatin e La Société Anonyme di K.Dreier) europee.
Goodyear convinse Paul J. Sachs e il giornalista e critico d'arte Frank Crowninshield ad unirsi a lui come membri del consiglio di amministrazione, oltre alla mecenate Josephine Boardman Crane. Sachs, condirettore e curatore della sezione stampe e disegni del Fogg Art Museum presso l'Università di Harvard, fu incaricato di reperire i curatori. Goodyear gli chiese di suggerire un direttore e lui propose Alfred Hamilton Barr Jr., un suo promettente giovane pupillo. Sotto la guida di Barr la collezione del museo, che in origine era composta di sole otto stampe e un disegno avuti grazie ad una donazione, si ampliò velocemente. Nel novembre del 1929 si tenne la prima mostra di successo, in cui furono esposte opere di Van Gogh, Gauguin, Cézanne e Seurat.
Il museo, dapprima ospitato in sei stanze tra gallerie e uffici al dodicesimo piano del Manhattan's Heckscher Building, all'angolo tra la 5th Avenue e la 57ª Strada, nei suoi primi dieci anni di vita si spostò in altre tre sedi provvisorie. Il ricchissimo marito di Abby era un fiero oppositore del museo (e in verità di tutta l'arte moderna) e si rifiutava di concedere finanziamenti per l'avventura, finanziamenti che dovettero essere trovati in altro modo e la mancanza dei quali si tradusse in effetti nei frequenti cambiamenti di sede. Nondimeno, alla fine egli donò il terreno su cui venne edificata l'attuale sede e fece altre donazioni di tanto in tanto, diventando comunque, suo malgrado, uno dei più grandi benefattori del museo.
In quel periodo si tennero molte altre esposizioni di celebri artisti, come la personale di Vincent van Gogh inaugurata il 4 novembre 1935. Comprendeva 66 dipinti ad olio e 50 disegni fino ad allora inediti provenienti dai Paesi Bassi e dei commoventi estratti delle lettere scritte dall'artista; la mostra fu un grande successo di pubblico e diventò "un'anticipazione dell'attuale importanza di Van Gogh nell'immaginario contemporaneo.".
Nel 1937 il MoMa trasferì i propri uffici e le proprie gallerie nel Time & Life Building all'interno del Rockefeller Center. La sede attuale, progettata secondo il Movimento Moderno dagli architetti modernisti Philip L. Goodwin e Edward Durell Stone, fu aperta al pubblico il 10 maggio 1939 e all'inaugurazione parteciparono seimila invitati, mentre l'apertura ufficiale venne data via radio dalla Casa Bianca dall'allora Presidente Franklin Delano Roosevelt.
Il museo aumentò la propria fama a livello internazionale con la celebre retrospettiva dell'opera di Picasso del 1939-40, organizzata in collaborazione con l'Art Institute of Chicago. Grazie alla varietà delle opere esposte rappresentò una significativa reinterpretazione dell'arte del pittore spagnolo, apprezzata dagli studiosi d'arte e dagli storici. La mostra fu interamente organizzata da Barr, che adorava Picasso, era intesa a glorificare il più grande artista dell'epoca, e si pose come modello per tutte le retrospettive da allora in poi allestite dal museo.
Quando il figlio di Abby Rockefeller, Nelson, nel 1939 all'età di trent'anni venne scelto dal consiglio di amministrazione come presidente di rappresentanza, si mise in prima linea nel pubblicizzare e promuovere il museo, sostenendo le nuove acquisizioni e il trasferimento nei nuovi e più ampi locali della 53ª strada. Anche suo fratello, David Rockefeller, nel 1948 entrò a far parte del consiglio di amministrazione e sostituì il fratello come presidente quando questi, nel 1958, venne eletto Governatore di New York. David incaricò il noto architetto Philip Johnson di riprogettare il giardino del museo e, in onore di sua madre, lo chiamò Abby Aldrich Rockefeller Sculpture Garden. Lui e la famiglia Rockefeller sono stati sempre strettamente legati al museo, anche grazie al Rockefeller Brothers Fund (It. Fondo fratelli Rockefeller), che ha finanziato l'istituzione a partire dal 1947. Attualmente nel consiglio di amministrazione sono presenti David Rockefeller, Jr. e Sharon Percy Rockefeller (moglie del senatore Jay Rockefeller).

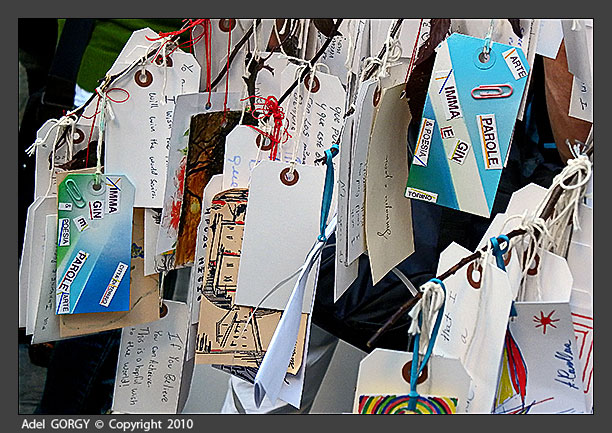
Contributi dei soci aderenti al movimento Immagine & poesia per il Wish Tree di Yōko Ono.

Wish Tree, l'installazione di Yōko Ono nel Sculpture Garden realizzata nel mese di luglio 2010, è diventata in breve tempo molto popolare: sono numerosissimi i contributi (tra cui cartoncini artistici e poesie) che giungono da tutto il mondo.

## Il rinnovamento
L'edificio che ospita il MoMa è stato sottoposto a notevoli lavori di restauro e ammodernamento tra il 21 maggio 2002 e il 20 novembre 2004. Il palazzo è stato ridisegnato dall'architetto giapponese Yoshio Taniguchi. Durante i lavori, dal giugno 2002 al settembre 2004, parte della collezione permanente del museo è stata esposta provvisoriamente al pubblico in quella che è stata soprannominata MoMA QNS, un'ex fabbrica di chiodi e ferramenta della Swingline, che si trova a Long Island City nel quartiere del Queens.
L'opera di rinnovamento ha quasi raddoppiato gli ambienti a disposizione procurando quasi 58.000 m² di nuovi spazi. Il Peggy and David Rockefeller Building sul lato occidentale ospita le gallerie dell'esposizione principale, mentre il The Lewis B. and Dorothy Cullman Education and Research Building sul lato orientale accoglie sale per conferenze, concerti, laboratori per gli insegnanti d'arte, la biblioteca del museo e gli archivi. Tra i due edifici si trova, anch'esso ampliato, l'Abby Aldrich Rockefeller Sculpture Garden, dove si trovano due sculture di Richard Serra.
Alla riapertura del MoMa ci sono state polemiche a causa dell'aumento del costo del biglietto d'ingresso, che è passato da 12 a 20 dollari, rendendolo il più costoso museo della città; in ogni caso, grazie alla sponsorizzazione della catena di supermercati Target, il venerdì dopo le 16 l'ingresso è libero per tutti. Discussioni ha suscitato anche la realizzazione dell'opera di rinnovamento in sé. Alcuni critici hanno sostenuto che il lavoro di Taniguchi è uno splendido esempio di architettura contemporanea, mentre altri non hanno affatto gradito alcuni tratti del progetto, come la gestione degli spazi.
Il numero dei visitatori del MoMa è salito fino a 2,5 milioni all'anno a fronte dell'1,5 che entravano nelle sue sale prima del rinnovamento. Il direttore del museo, Glenn D. Lowry, prevede che alla fine questo numero si stabilizzi sui 2,1 milioni di visitatori l'anno.

## New MoMA (2019)
Nel 2019 è stata inaugurata una nuova area del Museo di Arte Moderna newyorchese che aumenterà l'area di esposizione di un 30%. Grazie all'ampliamento dei tre piani sarà possibile ascoltare i racconti e le storie di artisti contemporanei grazie all'organizzazione di conversazioni e seminari aperti al pubblico. Gli artisti emergenti saranno introdotti attraverso diversi progetti:
- Project series
- New Photography biennial
- New Directors/ New Films festival
- Artist's Choice exhibitions

## Opere principali
Considerata da molti la miglior collezione di capolavori di arte moderna del mondo, quella del MoMa comprende più di 150.000 opere, oltre a 22.000 film e 4 milioni di fermi immagine. Tra le opere più celebri vi sono:
Umberto Boccioni
- La città che sale, 1910
- Dinamismo di un calciatore, 1913
- Forme uniche della continuità nello spazio, 1913

Paul Cézanne
- Neve sciolta a Fontainebleau, 1879-1880
- Bagnante, 1885 circa
- Strada a Montgeroult, 1898

Marc Chagall
- Io e il villaggio, 1911
- Compleanno, 1915

Salvador Dalí
- La persistenza della memoria, 1931

Edgar Degas
- Dalla modista, 1882 circa

Claude Monet
- Il ponte giapponese
- Vasca con ninfee, 1918
- Ninfee blu, 1918

Pablo Picasso
- Autoritratto, 1901
- Due acrobati con cane, 1905
- Ragazzo che conduce un cavallo, 1905-1906
- Les demoiselles d'Avignon, 1907
- Serbatoio a Horta de Ebro, 1909
- Donna con pere, 1909
- Natura morta con bottiglia di liquore, 1909
- Ma Jolie, 1911-1912
- Chitarra, 1912–1913
- Chitarra, 1913
- Natura morta verde, 1914
- Pierrot, 1918
- I tre musici, 1921
- Tre donne alla fontana, 1921
- Studio con testa di gesso, 1925
- Bagnante seduta, 1930
- Ragazza davanti allo specchio, 1932
- Studio per la copertina di Minotaure, 1933
- Minotauromachia, 1935
- La capra, 1950

Jackson Pollock
- Echo: Number 25, 1951

Henri de Toulouse-Lautrec
- La Goulue entra al Moulin Rouge, 1892

Georges Seurat
- Honfleur, una sera, foce della Senna, 1886

Vincent van Gogh
- Notte stellata, 1889

Vasily Kandinsky
- Quadro con arciere, 1909

Mark Rothko
- Number 10, 1950

Sono presenti anche opere di molti importanti artisti statunitensi come Cindy Sherman, Jean-Michel Basquiat, Jasper Johns, Edward Hopper, Chuck Close, Georgia O'Keeffe, James Rosenquist, Conrad Marca-Relli, Helen Balfour Morrison e Ralph Bakshi.
Il MoMa possiede una collezione di fotografie d'arte nota in tutto il mondo, sviluppata e curata dapprima da Edward Steichen e in seguito da John Szarkowski, oltre a un'importante raccolta di film curata dalla sezione film e video. La raccolta comprende i negativi di molti celebri lungometraggi come Quarto potere e La donna che visse due volte, ma sono presenti anche lavori meno popolari e convenzionali come le otto ore di Empire di Andy Warhol. È presente anche un'importante raccolta di opere di design comprendente lavori di designers leggendari come Paul László, Charles e Charles Eames, Gae Aulenti, Isamu Noguchi e George Nelson.

## Esposizioni ospitate
- The Responsive Eye (23 febbraio - 25 aprile 1965)